# 演技性パーソナリティ障害
演技性パーソナリティ障害（えんぎせいパーソナリティしょうがい、英語: histrionic personality disorder、HPD）または演技性人格障害は、演劇的あるいは性的誘惑による行動によって、自己に過剰に注目を引こうとする行動様式のために、対人関係が不安定になるといった機能的な障害を伴った状態である。過剰に誇張された感情表出も特徴である。
外向性が強く、他者の影響も受けやすい。また虚言を行う傾向もある。
行動様式の不適切性は、患者の文化を基準とすべきである。

## 特性
友人に過剰に関心を要求したり、自覚なしに犠牲者といった役割を過剰に演じてしまったり、その切り替えが早すぎて装っていると周囲に感じられたり、性的に挑発的な様式が周囲の人たちと合わないといった理由で、対人関係を遠ざけてしまう。新しい刺激的なものを渇望しており、日常は退屈と感じる傾向もある。
虐待や両親からの愛情を受けずに育ったこと、もしくは今でも自分の存在を周囲に認められていないことなどがしばしば原因としてあげられる。

### 外向性
外向性が強いことが特徴である。同時に、内面が希薄であり、アイデンティティの確立が弱い。そのため、被暗示性が強く、他人からの影響を受けやすい。他者からの注目が自己の基準となっていて、そのために外見など表面的な手段を使う。

### 虚言
演技性パーソナリティ障害と関連する精神疾患にプソイドロギア・ファンタスティカ、いわゆる虚言症がある。
虚言症では、自分を実際以上に見せるという願望にもとづき、虚言を話すことがある。願望による妄想を事実であるかのように語る。外見を良くするために化粧をするが、それと同じ感覚で外見を良くするために虚言を話す。有名人や権力者と知り合いであるかのように、会話中にはネーム・ドロッピングを行う。高い知性を伴えば、スタンドプレイの好きな、権力志向の人物という評価内に納まることもあるが、多くは周囲との利害を調整できず、詐欺などの犯罪を犯すこともある。

## 診断基準
DSM-IV-TRによると注意をひこうとする行動を伴い、単に社交性などを証拠とする前に、臨床的に著しい苦痛や機能の障害をもたらしているかの評価が重要である。
診断基準として以下から、5つ以上を満たす必要がある。
- 自分が注目の的でないと楽しくない。そのために話を作り出したり、騒動を起こすこともある。
- 不適切なほどの誘惑的、挑発的な性的な行動があり場面を選ばない。
- 感情の表出がすばやく変化しそれは浅薄である。
- 注目をひこうと身体的な外観を用いる。
- 印象的だが中身のない話し方をする。
- 他の人から見ると芝居がかったような演劇的な表現を行う。
- 被暗示性があり、その場面や流行に影響されやすい。
- 他者を実際以上に親密とみなし、知人をかけがえのない親友のように言ったり、会っただけの人を下の名前で呼んだりする。

しかし適切だとするパーソナリティは、観察者ではなく患者の文化を基準とすべきであり、また観察者自身が自己のパーソナリティを自覚することで、偏見を持って観察することの影響を弱めることができる。
ICD-10精神と行動の障害においては、診断コードF60.4である。

### 鑑別診断
境界性パーソナリティ障害は、衝動性、注目を引こうとするといった点では共通するが、自己破壊的、慢性的な空虚感といった特徴がある。反社会性パーソナリティ障害では、衝動的、向こう見ず、操作的といった点で共通するが、感情的な誇張は弱く、反社会的行動にかかわっていることが特徴である。自己愛性パーソナリティ障害では、自分の優越性について注意を引こうとするが、依存的とはならず、自分が特権的であるということをより誇張する傾向にある。
なお、パーソナリティ障害の診断は、特定のパーソナリティの特徴が成人期早期までに明らかになっており、薬物やストレスなど一過性の状態とも区別されており、臨床的に著しい苦痛や機能の障害を呈している必要がある。

## 疫学
構造化された評価法を用いた場合、男女比は同等である。

## 治療
ありのままの自分でいいのだという安心感を持つことができると、特別な行動をする必要がなくなり、精神状態も安定していく。そのため、周囲（家族等）が、どのようなときでもありのままの本人の姿を認め受け入れていけるよう、サポートすることが大切である。